# Filip Krušlin
Filip Krušlin, né le 18 mars 1989, à Zagreb, en Yougoslavie, est un joueur croate de basket-ball. Il évolue au poste d'arrière.

## Biographie
Le 11 juin 2024, il signe avec la SIG Strasbourg.